# Horgen
Horgen (gzu. Hoorge) – miasto i gmina (Politische Gemeinde) w północnej Szwajcarii, w kantonie Zurych, siedziba administracyjna  okręgu (Bezirk) Horgen. Leży nad Jeziorem Zuryskim. 1 stycznia 2018 do miasta przyłączono gminę Hirzel.

## Demografia
W Horgen mieszka 23 628 osób. W 2022 roku 30% populacji gminy stanowiły osoby urodzone poza Szwajcarią.

## Transport
Przez teren miasta przebiegają autostrada A3 oraz drogi główne nr 3, nr 4, nr 338 i nr 341.